# Сто шестая поправка к Конституции Индии
Сто шестая (106-я) поправка к Конституции Индии (англ. One Hundred and Sixth Amendment of the Constitution of India) — поправка, внесённая в Конституцию Индии и рассмотренная Лок сабхой 19 сентября 2023 года во время специальной сессии парламента Индии. Она была направлена на выделение 33 процентов мест в палаты парламента страны (Лок сабху, Законодательные собрания штатов и союзных территорий Индии и Законодательное собрание Дели) для женщин.
106-я поправка к Конституции Индии возможно является кульминацией законодательных дебатов, которые продолжались в течение 27 лет, включая утративший силу законопроект о резервации для женщин 2010 года, из-за отсутствия консенсуса среди политических партий. 106-я поправка к Конституции Индии была первым законопроектом, который рассматривался в новом здании парламента Индии. 20 сентября 2023 года депутаты Лок сабхи дали 454 голоса «за» законопроект и 2 «против» этого законопроекта. 21 сентября 2023 года 214 голосов «за» и ни одного «против» дали депутаты Раджья сабхи. Президент Индии Драупади Мурму утвердила (одобрила) 106-ю поправку к Конституции Индии 28 сентября 2023 года, и в тот же день было опубликовано сообщение, в котором было сказано, что резервация вступит в силу вскоре после первого разграничения.

## История
9 декабря 1946 года в Зале Конституции, который в настоящее время является Центральным залом Сансад Бхавана, была созвана первая сессия Учредительного собрания Индии. Сароджини Найду была единственной женщиной на всей сессии, сидевшей в первом ряду участников лицом к президентскому помосту. Вопрос о процентных квотах для женщин ранее обсуждался в 1996, 1997 и 1998 годах, однако его не удалось продолжить из-за роспуска Лок сабхи или отсутствия консенсуса среди политических партий. В последние десятилетия растёт обеспокоенность по поводу недостаточной представленности женщин в законодательных органах, несмотря на то, что они составляют более половины населения земного шара. Этот демократический недостаток представляет собой существенное препятствие для достижения быстрого экономического развития. Следовательно, становится все более необходимым придавать первостепенное значение этому вопросу, стремясь укрепить процесс принятия политических решений, основанный на широком участии, отзывчивости, инклюзивности, справедливости и ответственности. Реализация закона о резервациях для женщин, также известного как законопроект о 108-й поправке к Конституции 2008 года, сейчас крайне важна для современного индийского общества.
С момента его первоначального введения в 1996 году было предпринято шесть безуспешных попыток получить одобрение законодательных органов. Бывший главный министр штата Уттар-Прадеш Мулаям Сингх Ядав в 2010 году предложил не принимать закон о резервациях для женщин «из-за его потенциальных последствий, поощряющих мужчин-депутатов парламента «свистеть волчьим свистом» по отношению к своим коллегам-женщинам».

## Статистика
Состав Лок сабхи в 2023 году свидетельствует о недостаточной представленности женщин-депутатов парламента, составляющих менее 15 процентов депутатов палаты. Аналогичным образом, это гендерное неравенство сильнее в Законодательных собраниях штатов и союзных территорий Индии, включая Андхра-Прадеш, Аруначал-Прадеш, Ассам, Гоа, Гуджарат, Химачал-Прадеш, Карнатаку, Кералу, Мадхья-Прадеш, Махараштру, Манипур, Мегхалая, Одишу, Сикким, Тамилнад, Телингану, Трипуру и Пондичерри, где представленность женщин «падает» ниже 10 процентов. Присутствие женщин-депутатов в Лок сабхе постепенно увеличивается, увеличившись всего с 5 % в 1-м созыве Лок сабхи до увеличения на 14 % в 17-м созыве Лок сабхи. На парламентских выборах в Индии 2019 года приняли участие в общей сложности 716 женщин-кандидаток, из которых 78 женщин-депутатов парламента были успешно избраны в 17-й созыв Лок сабхи. Это примерно на четверть больше, чем на предыдущих парламентских выборах 2014 года, когда были избраны 62 женщины-депутата парламента.
Законопроект, введённый министром юстиции Индии Арджуном Рамом Мегхвалом в первый день своего действия в недавно построенном здании парламента, направлен на увеличение числа женщин-депутатов парламента до 181. Лок сабха 2023 года насчитывает в общей сложности 542 депутата, из которых 78 — женщины. Аналогичным образом, текущая Раджья сабха состоит из 224 депутатов, из которых 24 женщины. По состоянию на 2023 год в парламенте работают 102 женщины.
20 сентября 2023 года министр внутренних дел Индии Амит Шах сообщил во время обсуждения 106-й поправки к Конституции Индии и резервации для женщин, что перепись населения и проведение разграничений будут проведены после выборов в Лок сабху в 2024 году.

## Положение
106-я поправка к Конституции Индии определяет, что резервация для 33% женщин в парламенте Индии сохранится в течение 15 лет. Кроме того, она предписывает установить квоту для лиц, принадлежащих к зарегистрированным кастам и племенам Индии, в пределах зарезервированных мест, предназначенных для женщин в парламенте и Законодательных собраниях.

## Реализация
Было определено, что резервация будет введена в действие после публикации новой переписи населения и завершения работ по разграничению. Министр внутренних дел Индии Амит Шах заявил в палате представителей, что сразу после выборов будет проведена перепись населения для реализации закона о резервировании женщин. Также Шах сказал, что следующее правительство проведёт разграничение вскоре после выборов в Лок сабху 2024 года, «стряхивая» опасения по поводу задержки с реализацией законопроекта. Процесс разграничения влечёт за собой пересмотр границ избирательных округов, относящихся к Лок сабхе и Законодательным собраниям штатов, с целью точного отображения увеличения распределения населения. Для полной ратификации законопроект должен быть ратифицирован как минимум на 50 % всех штатов Индии. Конституционным обоснованием требования ратификации штатами является потенциальное влияние поправки на права штатов.

## Парламентские дебаты

### Лок сабха
Министр юстиции Индии Арджун Рам Мегхвал чётко сформулировал основную цель законопроекта о резервациях для женщин как расширение прав и возможностей женщин. Кроме того, он призвал своих коллег-депутатов парламента воздерживаться от политизации рассматриваемого вопроса. Бывший президент партии Индийский национальный конгресс Соня Ганди потребовала немедленного исполнения законопроекта. Она утверждала, что законопроект о резервациях для женщин был «мечтой» Раджива Ганди. Сотрудник Бхаратия джаната парти (БДП) Нишикант Дубей подчеркнул постоянные усилия Гиты Мукерджи и Сушмы Сварадж по этому вопросу в прошлом. Сотрудница партии Дравида муннетра кажагам Каниможи Карунанидхи высказалась против установления этого законопроекта и вместе с Бхаратия джаната парти поставила под сомнение меры по достижению консенсуса. Сотрудница партии Всеиндийский Тринамул конгресс Каколи Гхош Дастидар поинтересовалась процессом разграничения. Представитель Индийского национального конгресса Рахул Ганди потребовал немедленного выполнения законопроекта и заявил, что «хотел бы видеть резервацию другого отсталого класса в этом законопроекте». Амит Шах выразил надежду принять поправку без возражений. Он сказал, что, хотя некоторые политические партии могут рассматривать расширение прав и возможностей женщин как стратегическую политическую цель, правительство Нарендры Моди воспринимает это как вопрос признания и валидации. Асадуддин Оваиси и Имтияз Джалил проголосовали против законопроекта из-за отсутствия квоты на представительство женщин-мусульманок и относящихся к другому отсталому классу.

### Раджья сабха
Министр финансов Индии Нирмала Ситхараман рассказала о реализации 106-й поправки к Конституции Индии. Она объяснила, что после завершения первоначальной переписи и получения соответствующих данных о численности населения будут проведены мероприятия по разграничению. После этих мероприятий резервация будет закончена. Капил Сибал запросил у правительства гарантию реализации законопроекта к 2029 году. Сотрудница партии Националистический конгресс Вандана Чаван выразила обеспокоенность по поводу задержки с реализацией и хотела, чтобы она вступила в силу к парламентским выборам 2024 года. Сотрудник партии Всеиндийский Тринамул Конгресс Дерек О'Брайен также потребовал скорейшего принятия закона о резервации для женщин, подчеркнув при этом отсутствие женщин-главных министров в штатах, управляемых Национально-демократическим альянсом, возглавляемым Бхаратия джаната парти. Сотрудница партии Шив Сена (Уддхав Баласахеб Тхакерай) Приянка Чатурведи также поставила под сомнение задержку осуществления реализации. Сотрудник Коммунистической партии Индии (марксистской) Еламарам Карим назвал эту поправку «предвыборным трюком» БДП. Представитель Индийского национального конгресса Малликарджун Кхарге раскритиковал ожидание завершения разграничения. Представители Бхаратия джаната парти Джагат Пракаш Надда и Сушил Кумар Моди ответили на требование оппозиции ввести квоту другого отсталого класса в резервации. Сародж Пандей выразила сожаление по поводу того, что оппозиция тщательно изучает сроки и цель внесения законопроекта.
Законопроект был единогласно принят 21 сентября 2023 года в Раджья сабхе после 11-часовых дебатов, на следующий день после его принятия в Лок сабхе. Ни один депутат парламента не воздержался во время голосования, проведённого вице-президентом Индии Джагдипом Дханкхаром. За принятие поправки проголосовали все 100 % депутатов. Премьер-министр Индии Нарендра Моди также присутствовал в Раджья сабхе во время голосования.

## Реакция
Депутаты паламента от Индийского национального конгресса предложили неудачную поправку к законопроекту с целью содействия реализации резервации для женщин в 2024 году. Сотрудник партии АИАДМК Мунисами Тхамбидурай выразил своё удовлетворение принятием этого законопроекта о резервации для женщин. Он также подчеркнул свою личную связь с этим событием, поскольку ранее он пытался ввести этот законопроект во время своего пребывания на посту министра юстиции Индии в правительстве, возглавляемом Аталом Бихари Ваджпаи. Главный министр штата Бихар Нитиш Кумар тоже поставил под сомнение задержку осуществления реализации. Сотрудник Самаджвади парти Свами Прасад Маурья назвал 106-ю поправку к Конституции Индии «ошибочной» , потому что в ней не было сказано про резервацию для женщин из другого отсталого класса. Главный министр Харьяны Манохар Лал Кхаттар выразил, что оппозиция сожалеет о своей неспособности внести законопроект о резервации для женщин, тогда как премьер-министр Индии Нарендра Моди успешно выполнил эту задачу. Главный министр штата Раджастхан Ашок Гехлот похвалил председателя своей партии (Индийского национального конгресса) и подтвердил, что этот законопроект был давним стремлением бывшего премьер-министра Раджива Ганди, которое, наконец, должно быть реализовано после двух десятилетий усилий Сони Ганди.
Сотрудница партии Индийский национальный конгресс Шама Мохамед объявила принятие законопроекта как победа своей партии, поскольку она утверждала, что именно эта партия дала Индии первую женщину-премьер-министра, первую женщину-президента и первую женщину-спикера в парламенте. Назвав 106-ю поправку к Конституции Индии «обманом», Йогендра Ядав утверждал, что реализация резервации для женщин в индийскую политику ожидается не раньше 2039 года.
Смрити Ирани отметила, что оппозиция разоблачена, и Индийский национальный конгресс намеренно вводит нацию в заблуждение. Кирен Риджиджу заявил, что требует о том, чтобы политические лидеры воздерживались от критики законопроекта о резервациях для женщин, а вместо этого оказывали свою неоценимую поддержку его реализации. Нарендра Моди выразил свою признательность за вклад, внесённый всеми депутатами парламента и политическими партиями в улучшение положения женщин и продвижение этого законопроекта. Он выразил свою благодарность каждому лидеру, присутствующему в парламенте, за их всестороннее обсуждение 106-й поправки к Конституции Индии.

### Критика
Критики поправки утверждают, что резервация мест исключительно для женщин в первую очередь пойдет на пользу образованным и городским женщинам, следовательно, не давая возможности обездоленным сельским женщинам, принадлежащих к маргинализированным кастам. Сторонники этой поправки утверждают наоборот, что противодействие лидеров политических партий происходят из патриархальных тенденций, поскольку они опасаются потенциальной потери власти мужчин, если женщинам будет выделена значительная часть мест в парламенте.
Политические партии Индийский национальный конгресс, Самаджвади парти и Раштрия джаната дал раскритиковали законопроект, поскольку в нём не предусмотрено зарезервированных мест для женщин из числа другого отсталого класса и меньшинств. Этот законопроект, как считается, ещё должен был быть направлен на обеспечение равного представительства женщин из другого отсталого класса и меньшинств, поскольку отсутствие квоты для них затруднило бы для женщин из маргинализированных каст повышение шанса попасть в парламент.
Против 106-й поправки к Конституции было отдано только два голоса. Их подали представители партии Всеиндийский Маджлис-е-Иттехадул Муслимин Асадуддин Оваиси и Имтияз Джалил, которые потребовали включить в поправку резервацию другого отсталого класса.